# ريمي ما
ريمي ما (بالإنجليزية: Remy Ma) هي رابر وكاتبة غنائية وموسيقية أمريكية، ولدت في 30 مايو 1980 في ذا برونكس في الولايات المتحدة.

## وصلات خارجية
- الموقع الرسمي
- ريمي ما على موقع IMDb (الإنجليزية)
- ريمي ما على موقع ميوزك برينز (الإنجليزية)
- ريمي ما على موقع إن إن دي بي (الإنجليزية)
- ريمي ما على موقع أول ميوزيك (الإنجليزية)
- ريمي ما على موقع ديسكوغز (الإنجليزية)
- ريمي ما على موقع قاعدة بيانات الفيلم (الإنجليزية)